# Taxi conventionné
En France, un taxi conventionné est un véhicule avec chauffeur habilité à effectuer des transports de personnes remboursés par le système d'assurance maladie. 
L'article 38 de la loi de financement de la sécurité sociale 2008, repris par l'article L.322-5 du code de la sécurité sociale dispose que : la prise en charge des frais de transport en taxi des assurés sociaux est dorénavant conditionnée par la signature d'une convention locale, conforme à une convention nationale type.
La caisse primaire d'assurance maladie (CPAM) de Paris a négocié avec les organisations représentatives de la profession une convention locale applicable aux taxis parisiens. Cette convention s'applique depuis le 1er mars 2009. Désormais, seuls donnent lieu à un remboursement les transports en taxi réalisés par un taxi conventionné.

## La convention taxi
La convention taxi prévoit la mise en place de la dispense d'avance des frais pour les assurés, la mise en œuvre de la télétransmission (norme B2) entre les professionnels du Taxi et de la CPAM ainsi qu'un service amélioré offert par les chauffeurs de taxis aux personnes transportées dans le cadre du Transport assis professionnalisé (TAP).

### Les cas de prise en charge
Les frais de transports peuvent être pris en charge au titre des prestations légales lorsqu'ils répondent aux situations suivantes, définies aux articles R.322-10 et suivants du Code de la Sécurité sociale :
- transports liés à une hospitalisation (entrée ou sortie), pour une hospitalisation (complète ou partielle ou ambulatoire) de jour ou de nuit (case « hospitalisation (entrée-sortie) » cochée par le prescripteur) ;
- transport définitif : depuis un établissement de santé public ou privé vers un autre établissement public ou privé (pour un séjour de plus de 48 heures) ;
- transport pour traitement ou examens prescrits en application de l'article L.234-1 du code de la sécurité sociale pour les malades reconnus atteints d'affections de longue durée (case « soins liés à une affection de longue durée » cochée par le prescripteur ;
- transport en un lieu distant de plus de 150 km aller (sous réserve de la réalisation de l'entente préalable) ;
- les transports en série lorsque la distance, pour chaque transport est supérieur à 50 km aller en charge et que le nombre de transports pour un même traitement est au moins égal à 4 au cours d'une période de deux mois (sous réserve de l'entente préalable) ;
- transports pour répondre à une convocation :
  - pour une consultation d'appareillage ou pour se rendre chez un fournisseur agréé (ou dans un centre de rééducation fonctionnelle pour l'essai d'un fauteuil roulant),
  - du contrôle médical de l'assurance maladie,
  - des tribunaux contentieux de l'incapacité,
  - d'un expert médicale désigné ;
- transports pour soins ou traitements liés à un accident du travail ou une maladie professionnelle (case « soins liés à un AT/MP » cochée par le prescripteur ;
- transport pour des enfants et adolescents placés dans certains établissements répondants aux conditions de droits communs prévues à l'article R.322-10 du code de la sécurité sociale :
  - centre médico-psycho pédagogique de cure ambulatoire (CMPP),
  - centre d'action médico-sociale précoce (CAMSP),
  - maisons d'enfants à caractère social (MECS) pour le jour d'entrée et de sortie,
  - hôpitaux de jour,
  - services de soins et d'éducation spécialisée à domicile, pour des séances de regroupement au siège.

Sont exclus de la convention les transports collectifs, quotidiens ou hebdomadaires des enfants placés dans les établissements d'accueil des déficients moteurs, sensoriels ou présentant des troubles de la personnalité ou du comportement (institut médico-éducatif), qui doivent conformément aux dispositions du décret no 77-540 du 27 mai 1977, être inclus dans le prix de journée de l'établissement.

## Adhésion à la convention
Seuls donnent lieu à règlement par la caisse primaire d'assurance maladie les frais de transports réalisés par des entreprises de taxis ayant adhéré à la convention. En plus du conventionnement, afin de pouvoir prétendre au remboursement, trois conditions doivent être simultanément réunies :
- présence et validité de la prescription médicale de transport ;
- présence et validité du volet de facturation ;
- validité des droits de l'assuré aux prestations de l'assurance maladie.

### Droits aux prestations ouverts
Les frais de transports sont pris en charge à l'égard des assurés justifiant de droits ouverts aux prestations de l'assurance maladie. Il appartient au chauffeur de taxi de vérifier avant le début de la course que cette condition est remplie, au moyen de l'attestation papier (reflet de la carte vitale). Celle-ci doit mentionner une date d'édition inférieure à un an et des droits ouverts à l'assurance maladie à la date du transport.
Le chauffeur de taxi doit vérifier le taux de prise en charge en fonction de la prescription médicale et des droits figurant sur l'attestation de droits « papier ».
Exemple : pour un transport effectué le 10 mars 2009 l'attestation doit avoir été éditée avant le cette date et devra justifier l'ouverture des droits au moins jusqu'au 10 mars 2009 (date du transport) pour que la Caisse d'Assurance Maladie puisse prendre en compte la demande de règlement.
Cette attestation constitue le justificatif légal des droits de l'assuré : soit en tant qu'assuré social, soit en qualité de bénéficiaire.
Si l'attestation de droits ne peut pas être présentée, la dispense d'avance des frais ne pourra pas être pratiquée et l'assuré devra régler le montant de la course directement auprès du chauffeur de taxi.
(cf Guide pratique du taxi conventionné)